# Доленє Єзеро
Доленє Єзеро (словен. Dolenje Jezero) — поселення в общині Церкниця, Регіон Нотрансько-крашка, Словенія. Висота над рівнем моря: 553,46 м.